# العلاقات الأفغانية الألبانية
العلاقات الأفغانية الألبانية هي العلاقات الثنائية التي تجمع بين أفغانستان وألبانيا.

## مقارنة بين البلدين
هذه مقارنة عامة ومرجعية للدولتين:
| وجه المقارنة                                              | أفغانستان                    | ألبانيا                                                    |
| --------------------------------------------------------- | ---------------------------- | ---------------------------------------------------------- |
| المساحة (كم2)                                             | 652.23 ألف                   | 28.75 ألف                                                  |
| عدد السكان (نسمة)                                         | 34.94 مليون                  | 3.02 مليون                                                 |
| الكثافة السكانية (ن./كم²)                                 | 53.57                        | 105.04                                                     |
| العاصمة                                                   | كابل                         | تيرانا                                                     |
| اللغة الرسمية                                             | اللغة البشتوية، اللغة الدرية | اللغة الألبانية                                            |
| العملة                                                    | أفغاني                       | ليك ألباني                                                 |
| الناتج المحلي الإجمالي (بليون دولار)                      | 20.82 مليار                  | 13.04 مليار                                                |
| الناتج المحلي الإجمالي (تعادل القوة الشرائية) بليون دولار | 62.62 مليار                  | 33.17 مليار                                                |
| الناتج المحلي الإجمالي الاسمي للفرد دولار أمريكي          | 594                          | 3.94 ألف                                                   |
| الناتج المحلي الإجمالي للفرد دولار أمريكي                 | 1.93 ألف                     | 11.11 ألف                                                  |
| مؤشر التنمية البشرية                                      | 0.479                        | 0.764                                                      |
| رمز المكالمات الدولي                                      | +93                          | +355                                                       |
| رمز الإنترنت                                              | .af                          | .al                                                        |
| المنطقة الزمنية                                           | ت ع م+04:30                  | توقيت وسط أوروبا، ت ع م+01:00، ت ع م+02:00، أوروبا/تيرانا ‏ |

## منظمات دولية مشتركة
يشترك البلدان في عضوية مجموعة من المنظمات الدولية، منها:
| علم المنظمة | اسم المنظمة                               | تاريخ انضمام أفغانستان | تاريخ انضمام ألبانيا |
| ----------- | ----------------------------------------- | ---------------------- | -------------------- |
|             | الاتحاد البريدي العالمي                   | ?                      | ?                    |
|             | مؤسسة التنمية الدولية                     | 2 فبراير 1961          | 15 أكتوبر 1991       |
|             | منظمة حظر الأسلحة الكيميائية              | ?                      | ?                    |
|             | الأمم المتحدة                             | 19 نوفمبر 1946         | 14 ديسمبر 1955       |
|             | وكالة ضمان الاستثمار متعدد الأطراف        | 16 يونيو 2003          | 15 أكتوبر 1991       |
|             | منظمة الشرطة الجنائية الدولية             | ?                      | ?                    |
|             | مؤسسة التمويل الدولية                     | 23 سبتمبر 1957         | 15 أكتوبر 1991       |
|             | البنك الدولي للإنشاء والتعمير             | 14 يوليو 1995          | 15 أكتوبر 1991       |
|             | الاتحاد الدولي للاتصالات                  | 12 أبريل 1928          | 2 يونيو 1922         |
|             | منظمة التعاون الإسلامي                    | ?                      | ?                    |
|             | المركز الدولي لتسوية المنازعات الاستشارية | 25 يوليو 1968          | 14 نوفمبر 1991       |
|             | يونسكو                                    | 4 مايو 1948            | 16 أكتوبر 1958       |

## وصلات خارجية
- موقع وزارة الخارجية الأفغانية
- موقع وزارة الخارجية الألبانية